# Associazione Calcio Arezzo 2007-2008
Questa pagina raccoglie le informazioni riguardanti l'Associazione Calcio Arezzo nelle competizioni ufficiali della stagione 2007-2008.

## Rosa
| N. |                           | Ruolo | Calciatore              |
| -- | ------------------------- | ----- | ----------------------- |
|    | Francia (bandiera)        | A     | Alain Baclet            |
|    | Italia (bandiera)         | C     | Nicola Beati            |
|    | Brasile (bandiera)        | C     | Rafael Bondi            |
|    | Italia (bandiera)         | C     | Andrea Bricca           |
|    | Italia (bandiera)         | C     | Matteo Cavagna          |
|    | Italia (bandiera)         | C     | Riccardo Cazzola        |
|    | Italia (bandiera)         | A     | Vincenzo Chianese       |
|    | Italia (bandiera)         | D     | Mirko Conte             |
|    | Italia (bandiera)         | C     | Daniele Croce           |
|    | Italia (bandiera)         | C     | Nicola Falomi           |
|    | Italia (bandiera)         | D     | Gianluca Falsini        |
|    | Italia (bandiera)         | C     | Roberto Goretti         |
|    | Italia (bandiera)         | D     | Fabrizio Grillo         |
|    | Costa d'Avorio (bandiera) | A     | Elie Zahi Verges Kroupi |
|    | Italia (bandiera)         | D     | Ivanoe Lanzara          |

| N. |                      | Ruolo | Calciatore           |
| -- | -------------------- | ----- | -------------------- |
|    | Italia (bandiera)    | P     | Massimo Marconato    |
|    | Italia (bandiera)    | A     | Daniele Martinetti   |
|    | Italia (bandiera)    | D     | Davide Mezzanotti    |
|    | Italia (bandiera)    | C     | Crocefisso Miglietta |
|    | Albania (bandiera)   | A     | Florian Myrtaj       |
|    | Italia (bandiera)    | P     | Michele Nicoletti    |
|    | Spagna (bandiera)    | D     | Pedro López          |
|    | Italia (bandiera)    | P     | Simone Pettinari     |
|    | Italia (bandiera)    | D     | Andrea Ranocchia     |
|    | Argentina (bandiera) | C     | Emanuel Rivas        |
|    | Italia (bandiera)    | C     | Fabio Roselli        |
|    | Italia (bandiera)    | C     | Filippo Savi         |
|    | Brasile (bandiera)   | C     | Rômulo Eugênio Togni |
|    | Italia (bandiera)    | C     | Luca Vigna           |

## Risultati

### Campionato

#### Girone di andata
| 26 agosto 2007 1ª giornata | Arezzo | 0 – 1 | Sorrento |  |

| 3 settembre 2007 2ª giornata | Juve Stabia | 0 – 1 | Arezzo |  |

| 9 settembre 2007 3ª giornata | Salernitana | 4 – 2 | Arezzo |  |

| 16 settembre 2007 4ª giornata | Arezzo | 2 – 1 | Pistoiese |  |

| 24 settembre 2007 5ª giornata | Perugia | 1 – 1 | Arezzo |  |

| 30 settembre 2007 6ª giornata | Arezzo | 0 – 0 | Taranto |  |

| 8 ottobre 2007 7ª giornata | Arezzo | 2 – 0 | Lanciano |  |

| 14 ottobre 2007 8ª giornata | Pescara | 2 – 0 | Arezzo |  |

| 21 ottobre 2007 9ª giornata | Arezzo | 0 – 0 | Sambenedettese |  |

| 29 ottobre 2007 10ª giornata | Gallipoli | 2 – 1 | Arezzo |  |

| 1 novembre 2007 11ª giornata | Arezzo | 2 – 0 | Martina |  |

| 5 novembre 2007 12ª giornata | Lucchese | 3 – 1 | Arezzo |  |

| 12 novembre 2007 13ª giornata | Arezzo | 3 – 0 | Crotone |  |

| 18 novembre 2007 14ª giornata | Ancona | 0 – 0 | Arezzo |  |

| 25 novembre 2007 15ª giornata | Arezzo | 1 – 1 | Sangiovannese |  |

| 3 dicembre 2007 16ª giornata | Massese | 1 – 1 | Arezzo |  |

| 9 dicembre 2007 17ª giornata | Arezzo | 3 – 0 | Potenza |  |

#### Girone di ritorno
| 16 dicembre 2007 18ª giornata | Sorrento | 0 – 0 | Arezzo |  |

| 23 dicembre 2007 19ª giornata | Arezzo | 0 – 0 | Juve Stabia |  |

| 14 gennaio 2008 20ª giornata | Arezzo | 0 – 0 | Salernitana |  |

| 21 gennaio 2008 21ª giornata | Pistoiese | 0 – 0 | Arezzo |  |

| 3 febbraio 2008 22ª giornata | Arezzo | 1 – 0 | Perugia |  |

| 10 febbraio 2008 23ª giornata | Taranto | 2 – 2 | Arezzo |  |

| 17 febbraio 2008 24ª giornata | Virtus Lanciano | 2 – 1 | Arezzo |  |

| 24 febbraio 2008 25ª giornata | Arezzo | 1 – 0 | Pescara |  |

| 10 marzo 2008 26ª giornata | Sambenedettese | 3 – 3 | Arezzo |  |

| 16 marzo 2008 27ª giornata | Arezzo | 3 – 2 | Gallipoli |  |

| 22 marzo 2008 28ª giornata | Martina | 1 – 2 | Arezzo |  |

| 31 marzo 2008 29ª giornata | Arezzo | 0 – 0 | Lucchese |  |

| 6 aprile 2008 30ª giornata | Crotone | 1 – 1 | Arezzo |  |

| 13 aprile 2008 31ª giornata | Arezzo | 0 – 2 | Ancona |  |

| 20 aprile 2008 32ª giornata | Sangiovannese | 1 – 3 | Arezzo |  |

| 27 aprile 2008 33ª giornata | Arezzo | 2 – 0 | Massese |  |

| 4 maggio 2008 34ª giornata | Potenza | 2 – 3 | Arezzo |  |